# Міньор (футбольний клуб)
«Міньор» (болг. ФК Миньор) — болгарський футбольний клуб з міста Перник. Заснований в 1919 році. Грає на стадіоні «Міньор», місткістю 8 000 сидячих місць.
Клуб провів велику кількість сезонів у вищому дивізіоні Болгарії, але не виграв жодного великого турніру. Найвище досягнення — фіналіст кубка Болгарії 1958 року.

## Історія
Датою заснування клубу вважається 1919 рік, коли був утворений футбольний клуб «Кракра». У Національному футбольному чемпіонаті найкращим досягненням клубу стало 4-е місце в 1936 році. У 1944 році в результаті злиття кількох футбольних клубів з міста Перник — «Кракра», «Светкавіца» (заснована в 1932 році), «Бенковскі» (1936) і ЖСК (1941) був створений єдиний клуб «Рудничар».
Після Другої світової війни Болгарія стала народною республікою, тому клуб було перейменовано в «Республіканець-46», а у 1948—1952 роках команда мала назву «Торпедо». Вперше під назвою «Міньор» клуб став відомий в 1952 році.
Вийшовши в 1951 році в Професійну футбольну Групу «A» Болгарії клуб зарекомендував себе висококласною командою, яка до сезону 1961/62 року вважалася однією з кращих в країні. Найкращим досягненням тут стало 4-е місце, завойоване двічі — в 1955 і 1961 роках.
У 1956 році найкращим бомбардиром чемпіонату став капітан команди Павел Владіміров, який забив 16 голів. ВІн також встановив рекорд за кількістю проведених матчів за клуб — 305. Колишній форвард команди досі є найкращим бомбардиром в історії клубу, за нього він забив 98 голів.
У 1958 році клуб вийшов у фінал кубка Болгарії, де програв «Спартаку» (Пловдив).
У 1962 році «Міньор» вилетів з вищої ліги. Після чого, аж до 2008 року, клуб грав тільки у вищому і другому дивізіоні, постійно повертаючись, то знову вилітаючи з вищого. До 2008 року «Міньор» в цілому 32 рази грав у вищій лізі (у 1951—1962, 1966—1970, 1972—1977, 1979—1981, 1984—1985, 1987—1989, 1990—1992, 1996—2001 роках). Найбільшою перемогою клубу вважається розгром «Торпедо» (Плевен) з рахунком 6:0 в 1951 році, а поразкою — розгром 0:8 від «Берое» в 1973 році.
Після 7-річної відсутності «жовто-чорні» нарешті повернулися до вищого дивізіону у 2008 році. Перший сезон після повернення в еліту виявився досить успішним, оскільки вони фінішували 11-м, маючи 35 очок.
Наступний сезон 2009/10 став ще кращим для клубу, оскільки йому вдалося фінішувати на восьмому місці, під керівництвом Антона Велкова. «Міньор» набрав 45 очок.
На сезон 2010/11 років «Міньор» найняв Стойчо Стоєва, який замінив Антона Велкова через погані результати на початку сезону. Врешті-решт клуб закінчив сезон на 9-му місці, маючи 36 очок, після чого вирішив продовжити контракт Стоєва на сезон 2011/12 років, знову закінчивши його на 9-му місці, маючи 36 очок. Основні моменти сезону включали домашню перемогу 2:0 над ЦСКА (Софія) та гостьову проти «Левскі», двох найбільших грандів болгарського футболу
Стойчо Стоєв покинув клуб в кінці сезону і його замінив Никола Тодоров. Під його керівництвом клуб фінішував 14-м і після 5-річного перебування у вищому дивізіоні змушений був його покинути.
Команда повинна була грати в другому дивізіоні сезону 2013/14, проте через великі фінансові проблеми, власники клубу вирішили розпустити діючий клуб.
Натомість власники придбали аматорський клуб «Вітоша» (Долна Діканя), який 6 серпня 2013 року був переймеований у «Міньор» і перебазувався у Перник. Нова команда, що продовжувала та традиції старого, почала грати в третьому рівні з сезону 2013/14.

### Колишні назви
- «Перник» — 1970—1973
- «Кракра» — 1969—1970
- «Торпедо» — 1948—1952
- «Республіканець-46» — 1946—1948
- «Рудничар» — 1944—1946
- «Кракра» — 1919—1944

## Досягнення
Чемпіонат Болгарії:
- Найвищий результат: Четверте місце (3): 1936 (півфінал як ФК «Кракра»), 1955, 1961

Кубок Болгарії:
- Фіналіст (1): 1958
- Півфіналіст (2): 1936, 2009